# Biomedizinische Kybernetik
Die biomedizinische Kybernetik befasst sich mit der Untersuchung von Signalverarbeitungs-, Regulations- und Entscheidungsprozessen in lebenden Organismen. Anwendungen dieses transdisziplinären Forschungsfeldes liegen in Biologie, Ökologie und Medizin.

## Differenzierungsbereiche
- Medizinische Kybernetik
- Biologische Kybernetik

## Methoden
- Entscheidungstheorie
- Konnektionismus
- Nachrichtentheorie
- Systembiologie
- Systemtheorie